# Llista de monuments de Sant Sadurní d'Osormort
Llista de monuments de Sant Sadurní d'Osormort inclosos en l'Inventari del Patrimoni Arquitectònic Català pel municipi de Sant Sadurní d'Osormort (Osona). Inclou els inscrits en el Registre de Béns Culturals d'Interès Nacional (BCIN) amb la classificació de monuments històrics, els Béns Culturals d'Interès Local (BCIL) de caràcter immoble i la resta de béns arquitectònics integrants del patrimoni cultural català.
| Monument                                                    | Protecció    | Estil/època               | Localització                                                                       | Coordenades                                          | Codi?         | Imatge |
| ----------------------------------------------------------- | ------------ | ------------------------- | ---------------------------------------------------------------------------------- | ---------------------------------------------------- | ------------- | --- |
| Castell de Meda o Sameda                                    | BCIN 1489-MH | Obra popular Medieval     | Sant Sadurní d'Osormort                                                            | 41° 55′ 39″ N, 2° 21′ 48″ E / 41.927432°N,2.363222°E | RI-51-0005644 | Castell de Meda o Sameda (Sant Sadurní d'Osormort) · Vegeu més fotos d'aquest monument · Carregueu una nova foto d'aquest monument          |
| Església parroquial de Sant Sadurní d'Osormort              | BCIL 1990    | Romànic, gòtic XI, XVI    | Sant Sadurní d'Osormort Ctra. de Sant Hilari                                       | 41° 54′ 07″ N, 2° 22′ 53″ E / 41.90189°N,2.38126°E   | IPA-23794     | Església parroquial de Sant Sadurní d'Osormort · Vegeu més fotos d'aquest monument · Carregueu una nova foto d'aquest monument              |
| Casa de la Vila                                             |              | Eclecticisme XX Mitjan    | Sant Sadurní d'Osormort Ctra. BV-5201, km 11,5                                     | 41° 54′ 11″ N, 2° 22′ 53″ E / 41.90319°N,2.38146°E   | IPA-23797     | Casa de la Vila (Sant Sadurní d'Osormort) · Vegeu més fotos d'aquest monument · Carregueu una nova foto d'aquest monument                   |
| La Boixeda                                                  | BCIL 1990    | Obra popular XVI          | Sant Sadurní d'Osormort Ctra. Sant Hilari                                          | 41° 53′ 34″ N, 2° 22′ 35″ E / 41.89283°N,2.37649°E   | IPA-23798     | Carregueu una nova foto d'aquest monument                                                                                                   |
| Mas Collsameda                                              |              | Obra popular XVII         | Sant Sadurní d'Osormort Ctra. N-141, passat la Mina trencall a la dreta 2 km       | 41° 55′ 50″ N, 2° 21′ 39″ E / 41.93047°N,2.36097°E   | IPA-23799     | Carregueu una nova foto d'aquest monument                                                                                                   |
| Can Crivillers                                              | BCIL 1990    | Obra popular XVIII        | Sant Sadurní d'Osormort Ctra. BV-5201, km 14                                       | 41° 55′ 15″ N, 2° 24′ 02″ E / 41.92093°N,2.40057°E   | IPA-23800     | Carregueu una nova foto d'aquest monument                                                                                                   |
| La Cantina                                                  |              | Obra popular XX           | Sant Sadurní d'Osormort Ctra. BV-5201, km 10                                       | 41° 53′ 32″ N, 2° 22′ 19″ E / 41.89228°N,2.37205°E   | IPA-23801     | Carregueu una nova foto d'aquest monument                                                                                                   |
| Casa de Dalt                                                |              | Obra popular XVII         | Sant Sadurní d'Osormort Ctra. BV-5201, km 10                                       | 41° 53′ 26″ N, 2° 22′ 12″ E / 41.89051°N,2.3701°E    | IPA-23802     | Carregueu una nova foto d'aquest monument                                                                                                   |
| Ca l'Escloper                                               | BCIL 1990    | Obra popular XVIII        | Sant Sadurní d'Osormort Ctra. BV-5251, km 1                                        | 41° 53′ 16″ N, 2° 21′ 03″ E / 41.88771°N,2.35094°E   | IPA-23803     | Ca l'Escloper (Sant Sadurní d'Osormort) · Vegeu més fotos d'aquest monument · Carregueu una nova foto d'aquest monument                     |
| La Fullaca                                                  | BCIL 1990    | Obra popular XVIII        | Sant Sadurní d'Osormort Ctra. BV-5251, km 7,5                                      | 41° 53′ 31″ N, 2° 21′ 26″ E / 41.89207°N,2.35715°E   | IPA-23804     | La Fullaca (Sant Sadurní d'Osormort) · Vegeu més fotos d'aquest monument · Carregueu una nova foto d'aquest monument                        |
| Masferrer                                                   | BCIL 1990    | Barroc XVIII              | Sant Sadurní d'Osormort Ctra. BV-520, km 12                                        | 41° 54′ 04″ N, 2° 22′ 51″ E / 41.90119°N,2.38096°E   | IPA-23805     | Masferrer (Sant Sadurní d'Osormort) · Vegeu més fotos d'aquest monument · Carregueu una nova foto d'aquest monument                         |
| Mas la Pedrija                                              | BCIL 1990    | Obra popular XIX          | Sant Sadurní d'Osormort Ctra. BV-5251                                              | 41° 53′ 16″ N, 2° 20′ 35″ E / 41.88781°N,2.34313°E   | IPA-23806     | Carregueu una nova foto d'aquest monument                                                                                                   |
| Mas les Planes                                              | BCIL 1990    | Obra popular XIX Inici    | Sant Sadurní d'Osormort Ctra. BV-5251, km 14                                       | 41° 55′ 43″ N, 2° 24′ 15″ E / 41.92851°N,2.40419°E   | IPA-23807     | Carregueu una nova foto d'aquest monument                                                                                                   |
| Can Puig                                                    | BCIL 1990    | Obra popular XIX Inici    | Sant Sadurní d'Osormort Ctra. N-141, a 2 km de coll Sargosset                      | 41° 55′ 38″ N, 2° 23′ 06″ E / 41.92733°N,2.38504°E   | IPA-23808     | Carregueu una nova foto d'aquest monument                                                                                                   |
| Can Rifà                                                    | BCIL 1990    | Obra popular XIX          | Sant Sadurní d'Osormort Ctra. BV-5201, km 10,5                                     | 41° 53′ 29″ N, 2° 22′ 39″ E / 41.89139°N,2.37745°E   | IPA-23810     | Can Rifà (Sant Sadurní d'Osormort) · Vegeu més fotos d'aquest monument · Carregueu una nova foto d'aquest monument                          |
| Mas Romegats, o Casilla de Romagats                         |              | Obra popular XIX          | Sant Sadurní d'Osormort Ctra. BV-5201, km 5,5 esquerra                             | 41° 54′ 05″ N, 2° 20′ 23″ E / 41.90128°N,2.33983°E   | IPA-23811     | Mas Romegats (Sant Sadurní d'Osormort) · Vegeu més fotos d'aquest monument · Carregueu una nova foto d'aquest monument                      |
| El Soler de Dalt                                            | BCIL 1990    | Obra popular XVI          | Sant Sadurní d'Osormort                                                            | 41° 53′ 22″ N, 2° 21′ 59″ E / 41.88939°N,2.36644°E   | IPA-23812     | El Soler de Dalt (Sant Sadurní d'Osormort) · Vegeu més fotos d'aquest monument · Carregueu una nova foto d'aquest monument                  |
| Molí del Soler                                              | BCIL 1990    | Obra popular XIX          | Sant Sadurní d'Osormort Ctra. BV-5201, km 10                                       | 41° 53′ 26″ N, 2° 22′ 15″ E / 41.89056°N,2.37084°E   | IPA-23813     | Carregueu una nova foto d'aquest monument                                                                                                   |
| Mas Torrents del Prat                                       | BCIL 1990    | Obra popular XVIII        | Sant Sadurní d'Osormort Ctra. Vic - Sant Hilari, km 5 trencall de coll de Romegats | 41° 54′ 20″ N, 2° 21′ 02″ E / 41.90564°N,2.35053°E   | IPA-23814     | Carregueu una nova foto d'aquest monument                                                                                                   |
| Can Torres                                                  | BCIL 1990    | Obra popular XVII         | Sant Sadurní d'Osormort Ctra. BV-5251, prop de la Fullaraca, trencall Viladrau     | 41° 53′ 10″ N, 2° 21′ 19″ E / 41.88621°N,2.35539°E   | IPA-23816     | Carregueu una nova foto d'aquest monument                                                                                                   |
| Verneda de Sant Ponç, o Mas de la Verneda                   | BCIL 1990    | Obra popular XVII, XIX    | Sant Sadurní d'Osormort Ctra. Vic - Sant Hilari, trencall Mas la Fullaraca         | 41° 53′ 50″ N, 2° 21′ 48″ E / 41.8971°N,2.36334°E    | IPA-23817     | Carregueu una nova foto d'aquest monument                                                                                                   |
| Ermita de la Verneda de Sant Ponç                           | BCIL 1990    | Obra popular XI, XVII     | Sant Sadurní d'Osormort Ctra. Vic - Sant Hilari, trencall Mas la Fullaraca         | 41° 53′ 55″ N, 2° 21′ 34″ E / 41.89874°N,2.35949°E   | IPA-23819     | Ermita de la Verneda de Sant Ponç (Sant Sadurní d'Osormort) · Vegeu més fotos d'aquest monument · Carregueu una nova foto d'aquest monument |
| Molí de la Verneda                                          | BCIL 1990    | Obra popular Medieval     | Sant Sadurní d'Osormort Ctra. BV-5201, km 12                                       | 41° 54′ 26″ N, 2° 22′ 49″ E / 41.90719°N,2.38025°E   | IPA-23820     | Molí de la Verneda (Sant Sadurní d'Osormort) · Vegeu més fotos d'aquest monument · Carregueu una nova foto d'aquest monument                |
| Vila del Prat, o Mas de la vila del Prat                    | BCIL 1990    | Obra popular XVII         | Sant Sadurní d'Osormort Ctra. Vic - Sant Hilari, km 5                              | 41° 54′ 15″ N, 2° 21′ 32″ E / 41.90405°N,2.35899°E   | IPA-23822     | Carregueu una nova foto d'aquest monument                                                                                                   |
| Can Bojons, o Can Bojons de Dalt                            | BCIL 1990    | Obra popular XVIII        | Sant Sadurní d'Osormort Ctra. Vic - Sant Hilari                                    | 41° 54′ 48″ N, 2° 23′ 24″ E / 41.91332°N,2.39006°E   | IPA-23823     | Can Bojons (Sant Sadurní d'Osormort) · Vegeu més fotos d'aquest monument · Carregueu una nova foto d'aquest monument                        |
| Molí de Bojons                                              | BCIL 1990    | Obra popular XVIII Mitjan | Sant Sadurní d'Osormort Ctra. BV-5201, km 13,5                                     | 41° 54′ 45″ N, 2° 23′ 22″ E / 41.91256°N,2.38931°E   | IPA-23824     | Molí de Bojons (Sant Sadurní d'Osormort) · Vegeu més fotos d'aquest monument · Carregueu una nova foto d'aquest monument                    |
| La Verneda de Sant Feliu, o Mas de la Verneda de Sant Feliu | BCIL 1990    | Obra popular XVII         | Sant Sadurní d'Osormort                                                            | 41° 55′ 24″ N, 2° 22′ 14″ E / 41.92347°N,2.37064°E   | IPA-36593     | La Verneda de Sant Feliu (Sant Sadurní d'Osormort) · Vegeu més fotos d'aquest monument · Carregueu una nova foto d'aquest monument          |
| Mas les Casasses                                            | BCIL 1990    | Obra popular XIX          | Sant Sadurní d'Osormort                                                            | 41° 55′ 00″ N, 2° 21′ 41″ E / 41.91669°N,2.36138°E   | IPA-36594     | Carregueu una nova foto d'aquest monument                                                                                                   |
| Mas l'Espluga                                               | BCIL 1990    | Obra popular XIX          | Sant Sadurní d'Osormort                                                            | 41° 54′ 54″ N, 2° 21′ 51″ E / 41.91491°N,2.36413°E   | IPA-36595     | Carregueu una nova foto d'aquest monument                                                                                                   |
| Can Montull, o Mas Montalt                                  | BCIL 1990    | Obra popular XVIII        | Sant Sadurní d'Osormort                                                            | 41° 52′ 54″ N, 2° 22′ 39″ E / 41.88163°N,2.37745°E   | IPA-36600     | Carregueu una nova foto d'aquest monument                                                                                                   |
| Can Miralpeix                                               | BCIL 1990    | Obra popular XVIII        | Sant Sadurní d'Osormort                                                            | 41° 54′ 59″ N, 2° 24′ 00″ E / 41.91631°N,2.4001°E    | IPA-36601     | Carregueu una nova foto d'aquest monument                                                                                                   |
| El Mas                                                      | BCIL 1990    | Obra popular XVII         | Sant Sadurní d'Osormort                                                            | 41° 54′ 25″ N, 2° 23′ 53″ E / 41.90684°N,2.39801°E   | IPA-36602     | Carregueu una nova foto d'aquest monument                                                                                                   |
| Can Montornès                                               | BCIL 1990    | Obra popular XIX          | Sant Sadurní d'Osormort                                                            | 41° 54′ 07″ N, 2° 24′ 55″ E / 41.90184°N,2.41541°E   | IPA-36603     | Carregueu una nova foto d'aquest monument                                                                                                   |
| La Barraca, o la Barraca de Jové                            | BCIL 1990    | Obra popular XIX-XX       | Sant Sadurní d'Osormort                                                            | 41° 53′ 55″ N, 2° 25′ 32″ E / 41.89851°N,2.42542°E   | IPA-36604     | Carregueu una nova foto d'aquest monument                                                                                                   |
| Casa Nova de Mas Ferrer                                     | BCIL 1990    | Obra popular XIX          | Sant Sadurní d'Osormort                                                            | 41° 53′ 53″ N, 2° 24′ 54″ E / 41.89812°N,2.41513°E   | IPA-36605     | Casa Nova de Mas Ferrer (Sant Sadurní d'Osormort) · Vegeu més fotos d'aquest monument · Carregueu una nova foto d'aquest monument           |
| La Creu de Vernencs, o Mas de la Creu de Vernencs           | BCIL 1990    | Obra popular XVIII        | Sant Sadurní d'Osormort                                                            | 41° 53′ 13″ N, 2° 24′ 13″ E / 41.88685°N,2.40353°E   | IPA-36606     | Carregueu una nova foto d'aquest monument                                                                                                   |
| Pont Romànic, Pont de la Cantina, Pont del Molí de Bojons   | BCIL 1990    | Romànic Medieval          | Sant Sadurní d'Osormort Al costat del Molí de Bojons                               | 41° 54′ 45″ N, 2° 23′ 23″ E / 41.91247°N,2.3896°E    | IPA-36609     | Pont Romànic (Sant Sadurní d'Osormort) · Vegeu més fotos d'aquest monument · Carregueu una nova foto d'aquest monument                      |
| Forn de calç de la Verneda de Sant Feliu                    |              | Obra popular              | Sant Sadurní d'Osormort                                                            |                                                      | IPA-40852     | Carregueu una nova foto d'aquest monument                                                                                                   |
| Can Gall, Can Verneda                                       | BCIL 1990    | Obra popular XVII         | Sant Sadurní d'Osormort                                                            | 41° 54′ 21″ N, 2° 22′ 00″ E / 41.90585°N,2.36676°E   | IPA-49266     | Carregueu una nova foto d'aquest monument                                                                                                   |